# المحامي الجديد
المحامي الجديد (بالألمانية: Der neue Advokat) قصة قصيرة ألمانية من تأليف الكاتب التشيكي فرانز كافكا، ظهرت القصة في مجموعة من قصص كافكا تحت عنوان «طبيب ريفي» (Ein Landarzt). القصة عبارة عن قطعة صغيرة جداً ولكنها تبين نظرة كافكا حول المحامين والقانون، حيث تظهر نفوره وبغضه لمهنة القانون والمحاماة.